# Audi R8
De Audi R8 is een sportwagen van het Duitse automerk Audi. Het is een productieversie van de Audi Le Mans quattro conceptauto die in 2003 werd gepresenteerd. De naam R8 is een verwijzing naar de R8 raceauto van Audi waarmee onder andere vijf keer de 24 uur van Le Mans werd gewonnen. De auto werd voorgesteld op de autosalon van Parijs in 2006.
De R8 wordt geproduceerd door quattro GmbH in Neckarsulm, de vaste sportafdeling van Audi die ook verantwoordelijk is voor de RS-modellen.

## Eerste generatie (2007-2015)
De Audi R8 werd in 2007 geïntroduceerd als 4.2 FSI quattro met een V8-motor, wat tot 2009 het enige model bleef. In 2009 kwam de krachtigere 5.2 FSI quattro versie op de markt die een V10-motor heeft.
De R8 heeft standaard quattro vierwielaandrijving. Dit systeem maakt gebruik van een van Lamborghini afkomstige Viscokoppeling in plaats van Audi's gebruikelijke quattro-systeem. Het chassis is opgebouwd uit aluminium genaamd Audi spaceframe (ASF). Een techniek die al eerder gebruikt werd bij de Audi A2 en A8. Tevens heeft de R8 Audi Magnetic Ride, een adaptief schokdempersysteem.
Omdat Audi AG het merk Lamborghini bezit, heeft de R8 15% van de onderdelen gemeen met die van de Lamborghini Gallardo waaronder de optionele R-tronic transmissie. De Europese Audi R8 is tevens het eerste voertuig waarvan de koplampen geheel uit leds bestaan. Ook kan de R8 optioneel besteld worden met het Bang & Olufsen Sound System, zoals bij andere duurdere modellen van Audi ook mogelijk is.

### R8 4.2 FSI quattro

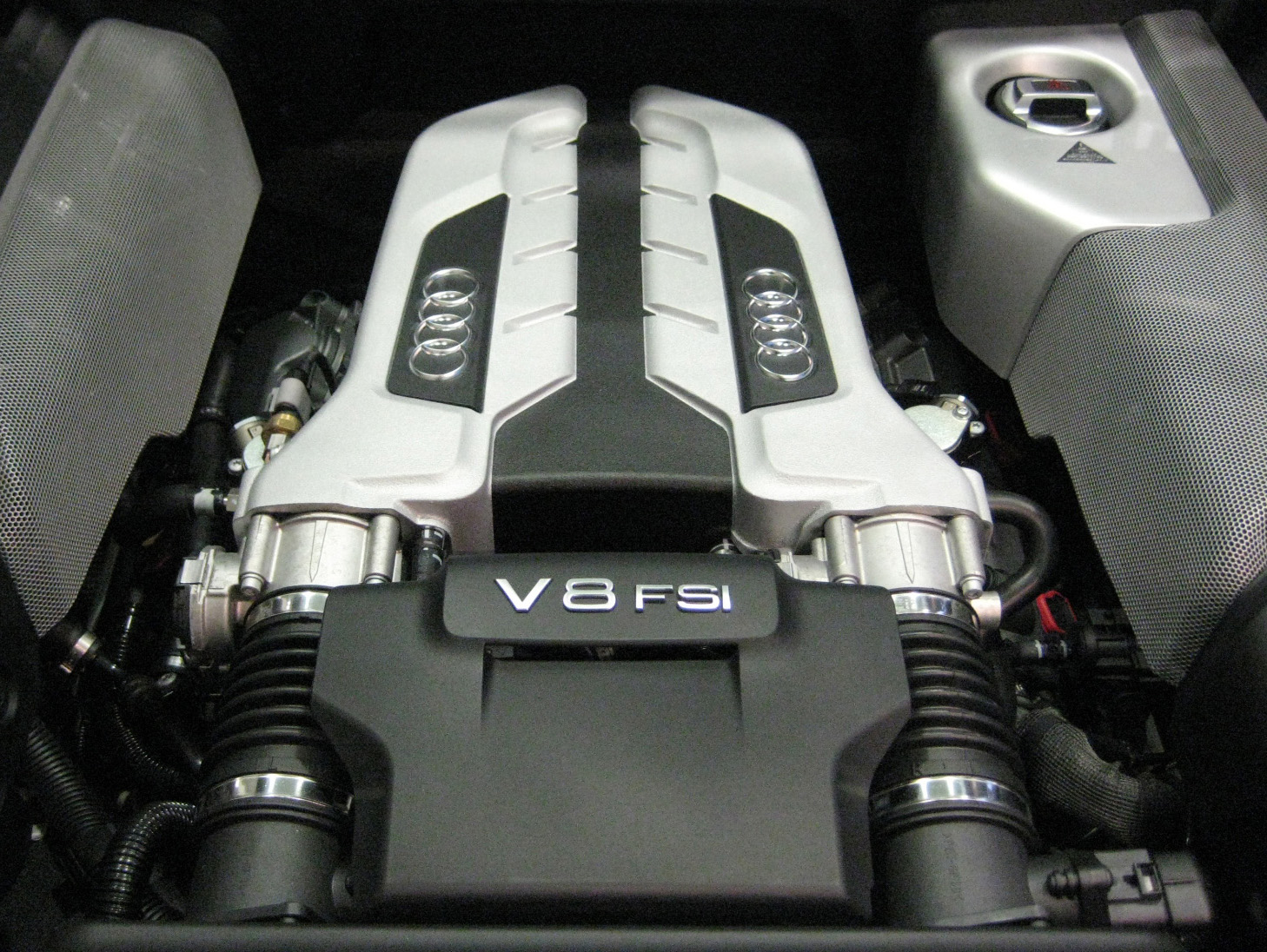
Audi R8 motor

De Audi R8 4.2 FSI quattro heeft een 4,2-liter V8 FSI-motor die 420 pk bij 7.800 tpm en een koppel van 430 Nm bij 4.500 tpm levert en tevens gebruikt werd in de Audi RS4 B7. De motor heeft een maximum toerental van 8.250 tpm en is voorzien van directe benzine inspuiting hetgeen een hoge compressieverhouding mogelijk maakt. De V8 heeft 4 kleppen per cilinder die bediend worden door twee dubbele bovenliggende nokkenassen met variabele kleptiming. Voor de R8 is de motor voorzien van dry-sump smering. In 2011 werd de V8 verbeterd en leverde nu 430 pk, terwijl het koppel gelijk bleef.
De R8 4.2 FSI doet over een standaard sprint van 0 tot 100 km/u 4,6 seconden, en heeft een topsnelheid van 301 km/u.

### R8 5.2 FSI quattro

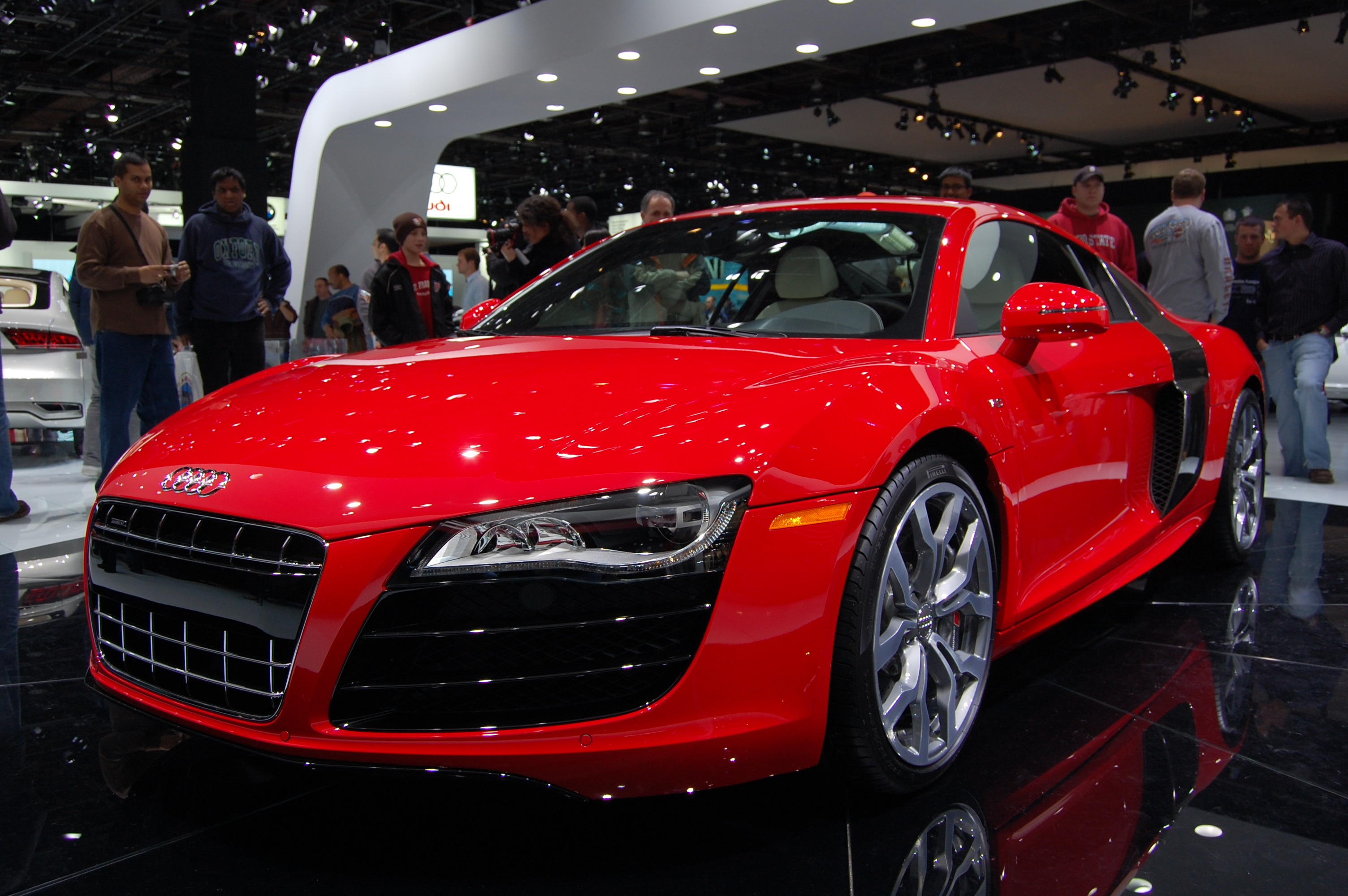
Audi R8 5.2 FSI quattro op de NAIAS 2009 in Detroit.

Er werd al verwacht dat Audi het motorprogramma van de R8 gaat uitbreiden met de 5.2 V10 FSI, die gebaseerd is op de V10 van de Lamborghini Gallardo en ook terug te vinden is in de Audi S6 en S8. Ook is er getest met een biturbo V10-motor op de Nürburgring. Dit studiemodel is echter verloren gegaan toen er brand uitbrak in de wagen.
Op 9 december 2008 is de R8 5.2 FSI quattro gepresenteerd en op de North American International Auto Show in januari was de auto voor het publiek te zien. De verkoop startte het tweede kwartaal van 2009.
De R8 5.2 FSI heeft een 5,2-liter V10 FSI-motor die gebruikt wordt in de R8 GT3. De motor heeft 525 pk (386 kW) bij 8000 tpm en een koppel van 530 Nm bij 6500 tpm. Hiermee sprint de R8 5.2 FSI in 3,9 seconden van 0 naar 100 km/u en heeft een topsnelheid van 316 km/u. Verder heeft de V10 een specifiek vermogen van 100,9 pk per liter en is in staat om 8.700 tpm te draaien. Het basismodel weegt 1.620 kg en hoeft slechts 3,09 kg per pk voort te bewegen. De auto heeft net als de R8 4.2 FSI standaard quattro vierwielaandrijving en is optioneel met R tronic leverbaar.
Ook heeft de R8 5.2 FSI een aantal uiterlijke wijzigingen ondergaan ten opzichte van de R8 4.2 FSI zoals een nieuwe chromen grille, gelakte luchtinlaten, een nieuwe diffuser en twee ovale uitlaatpijpen. Daarnaast is de auto standaard voorzien van volledige led-verlichting wat bij de R8 met V8 een optie is. Elke koplamp is voorzien van 54 leds die zorgen voor het grootlicht, knipperlicht en dagrijverlichting.

### R8 GT

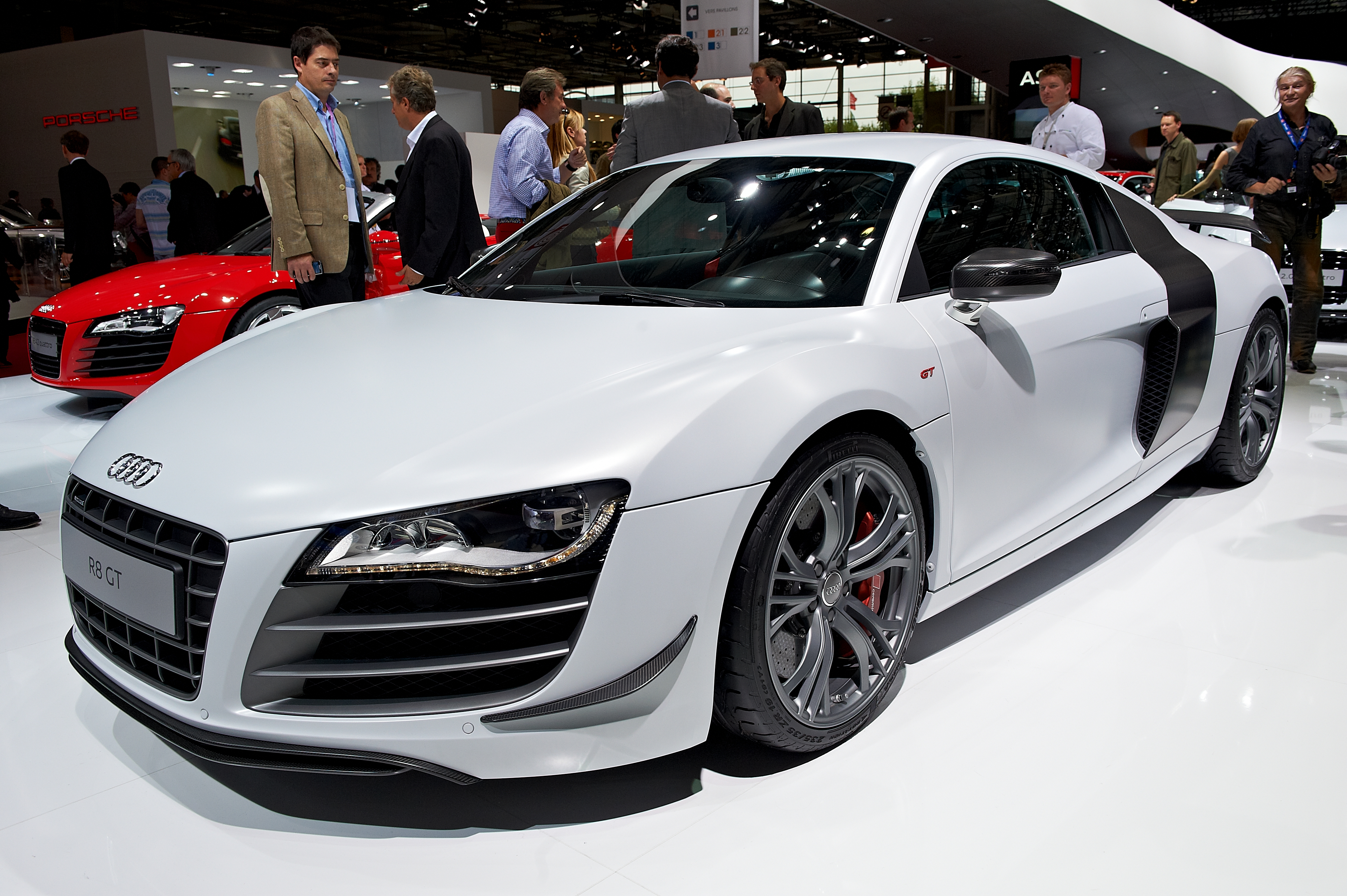
R8 GT op de Mondial de l'Automobile 2010.

Op 1 mei 2010 presenteerde Audi een lichter en krachtiger exemplaar van de R8 met V10-motor, de R8 GT. Deze versie is bijna 100 kg lichter en heeft 35 pk meer dan de normale R8 5.2 FSI. De R8 GT heeft een maximumvermogen van 560 pk bij 8.000 tpm en een koppel van 540 Nm bij 6.500 tpm. De gewichtsbesparing werd onder meer bereikt door het gebruik van lichtgewicht materialen zoals koolstofvezel en kunststoffen. Hierdoor wordt een sprint van 0 naar 100 km/u mogelijk in 3,6 seconden en kan een topsnelheid van 320 km/u bereikt worden. Uiterlijke wijzigingen omvatten een vaste achterspoiler en kleine aanpassingen die de luchtstroom bevorderen. De R8 GT wordt in een gelimiteerde oplage van 333 stuks geleverd.
De R8 GT reed op 19 november 2010 in een test een ronde Nordschleife in 7.34 minuten.

### Gegevens
|                      | R8 4.2 FSI quattro            | R8 5.2 FSI quattro            | R8 GT                         |
| -------------------- | ----------------------------- | ----------------------------- | ----------------------------- |
| Motor                | V8                            | V10                           | V10                           |
| Cilinderinhoud       | 4.163 cm³                     | 5.204 cm³                     | 5.204 cm³                     |
| Kleppen per cilinder | 4                             | 4                             | 4                             |
| Vermogen             | 420 pk / 309 kW bij 7.800 tpm | 525 pk / 386 kW bij 8.000 tpm | 560 pk / 412 kW bij 8.000 tpm |
| Koppel               | 430 Nm bij 4.500 - 6.000 tpm  | 530 Nm bij 6.500 tpm          | 540 Nm bij 6.500 tpm          |
| Gewicht              | 1.560 kg                      | 1.620 kg                      | 1.525 kg                      |
| 0–100 km/u           | 4,6 s                         | 3,9 s                         | 3,6 s                         |
| Topsnelheid          | 301 km/u                      | 316 km/u                      | 320 km/u                      |
| Verbruik             | 14,6 l/100 km (1:6,8)         | 14,7 l/100 km (1:6,8)         | 13,7 l/100 km (1:7,3)         |
| Uitstoot             | 349 g/km                      | 351 g/km                      | 327 g/km                      |

### R8 LMS

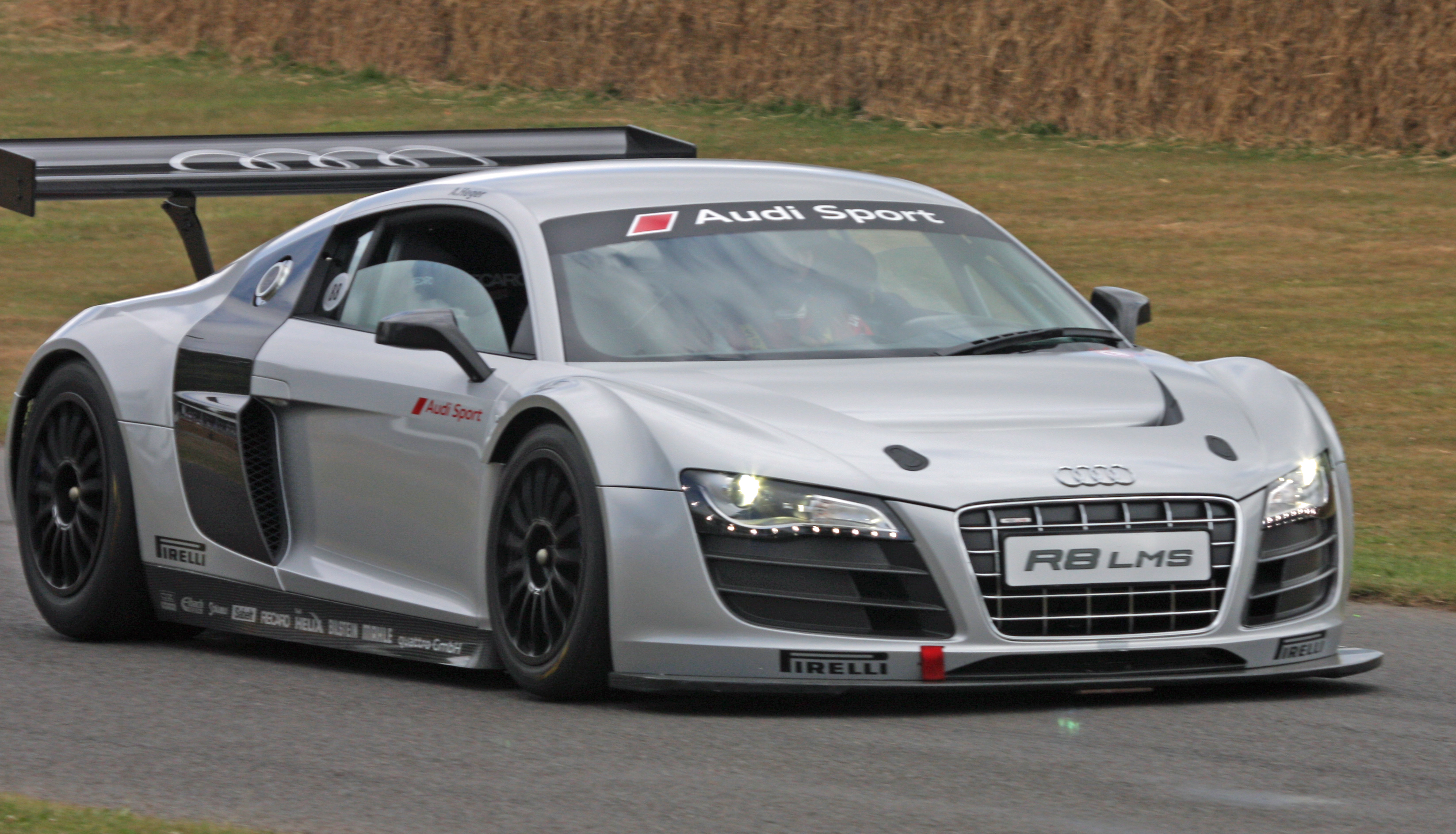
Audi R8 LMS GT3.

Op de Essen Motor Show in november 2008 werd de Audi R8 LMS GT3 aan het publiek voorgesteld. Deze raceversie van de R8 is ontwikkeld voor deelname aan het FIA GT kampioenschap. De R8 LMS (projectnummer R16) heeft een meer dan 500 pk sterke 5,2-liter V10-motor met een koppel dat eveneens boven de 500 Nm ligt. Omdat de GT3 gebaseerd is op een productieauto ligt het voor de hand dat de geplande R8 met V10-motor niet meer lang op zich zal laten wachten. De auto is voorzien van achterwielaandrijving in plaats van de standaard quattro-aandrijving omdat vierwielaandrijving niet toegestaan is in de GT3. De auto heeft een nieuwe sequentiële zesversnellingsbak, diverse spoilers en aangepaste bumpers. Verder zijn de componenten van de R8 GT3 onderhuids gelijk gebleven aan die van de R8. De R8 LMS zal worden geproduceerd in samenwerking met Audi Sport en quattro GmbH in Győr (Hongarije) en Neckarsulm (Duitsland). De eerste testraces staan gepland voor seizoen 2009 en de levering aan klanten zal eind 2009 starten.

### R8 Spyder

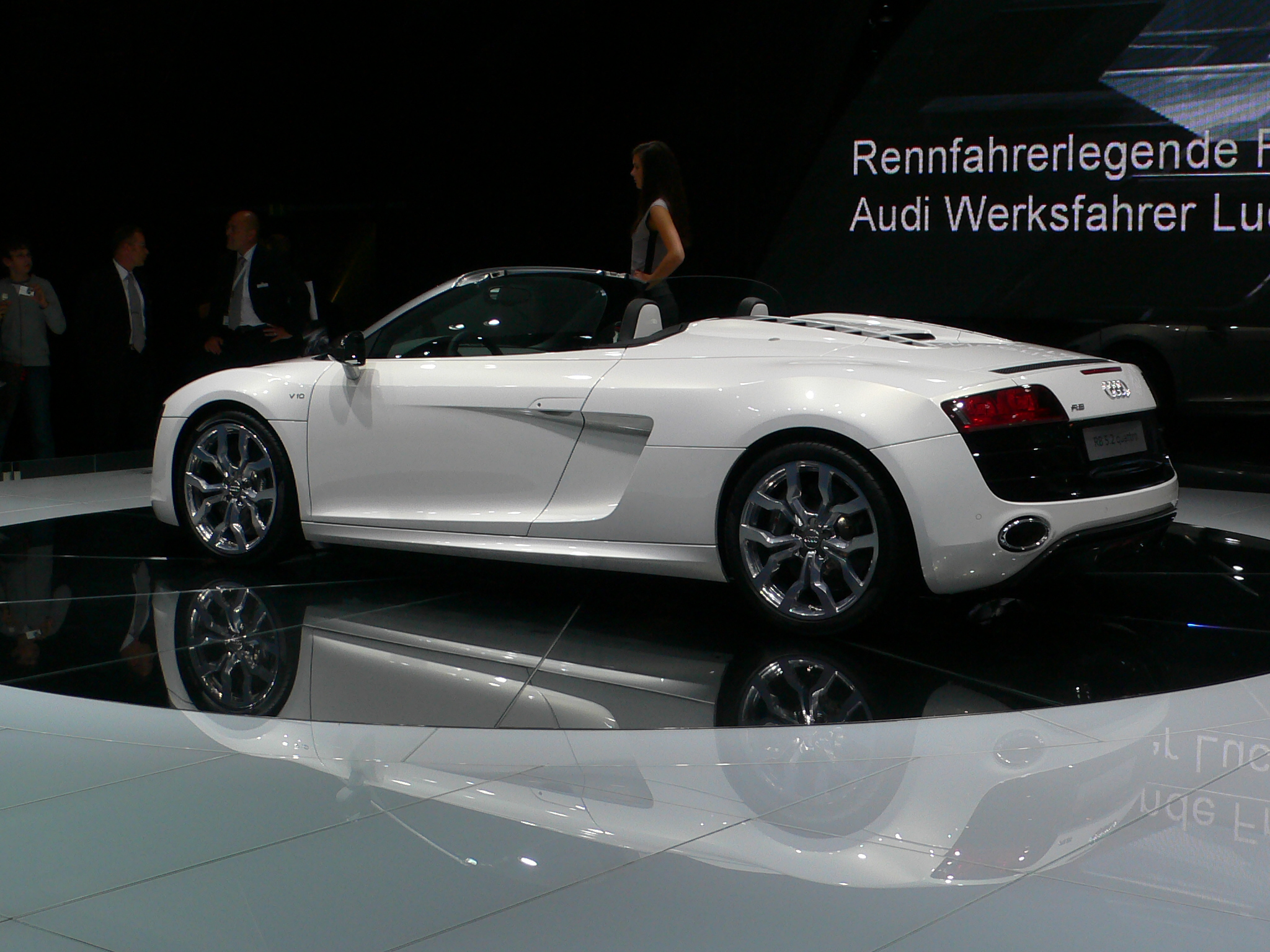
Audi R8 Spyder op de IAA in Frankfurt.

Op de IAA in Frankfurt in september 2009 werd de Audi R8 Spyder voorgesteld, de cabrioletversie van de R8. De R8 Spyder is voorzien van een stoffen kap en heeft zijn karakteristieke zijpanelen verloren die kenmerkend zijn voor het dichte model. De R8 Spyder is leverbaar met een 4,2-liter V8 FSI-motor en een 5,2-liter V10 FSI-motor, die respectievelijk 430 en 525 pk leveren, van 0 naar 100 km/u sprinten in 4,8 en 4,1 seconden en een topsnelheid hebben 300 en 313 km/u.

#### Gegevens
|                      | R8 Spyder 5.2 FSI quattro     | R8 Spyder 4.2 FSI quattro     |
| -------------------- | ----------------------------- | ----------------------------- |
| Motor                | V10                           | V8                            |
| Cilinderinhoud       | 5.204 cm³                     | 4.163 cm³                     |
| Kleppen per cilinder | 4                             | 4                             |
| Vermogen             | 525 pk / 386 kW bij 8.000 tpm | 430 pk / 316 kw bij 7.900 tpm |
| Koppel               | 530 Nm bij 6.500 tpm          | 430 Nm bij 4.500 - 6.000 tpm  |
| Gewicht              | 1.720 kg                      | 1.733 kg                      |
| 0–100 km/u           | 4,1 s                         | 4,8 s                         |
| Topsnelheid          | 313 km/u                      | 301 km/u                      |
| Verbruik             | 14,9 l/100 km (1:6,7)         | 14,4 l/100 km (1:6,9)         |
| Uitstoot             | 349 g/km                      | 337 g/km                      |

### Facelift modeljaar 2012
Voor modeljaar 2012 werden er enkele kleine aanpassingen gedaan aan zowel de normale R8 (met V8) als de V10. Ook de Spyder-versies kregen een paar kleine aanpassingen mee. Aan het uiterlijk veranderde er niet veel: de luchtgaten onder de koplampen zijn iets van vorm veranderd en krijgen een zwarte omlijsting mee. Ook de koplampen zijn aangepast: ze worden gesierd door twee rijen LED-lampjes. Ook zijn de achterlichten aangepast. Verder heeft de nieuwe R8 twee grote ronde uitlaatsierstukken. Op technisch gebied is er ook niet veel veranderd aan de R8. De belangrijkste aanpassing is dat de R-tronic nu vervangen is door een zeventraps S-tronic versnelling. Dit zorgt voor snellere sprinttijden: De 4.2 FSI gaat voortaan in 4,3 seconden naar de 100 km/u, terwijl de 5.2 FSI 3 tienden van zijn originele sprinttijd afhaalt en nu in 3,6 seconden accelereert. De topsnelheden lijden er iets onder; de V8 gaat voortaan 1 km/u minder snel, en de V10 2 km/u minder snel. Ook kwam er de R8 5.2 FSI Plus, die nu 550 pk en 540 Nm koppel uit de V10 perst. Dit zorgt voor een acceleratie van 0 naar 100 in 3,5 seconden en een topsnelheid van 317 km/uur.

#### Gegevens
|                      | R8 4.2 FSI quattro            | R8 5.2 FSI quattro            | R8 5.2 FSI Plus quattro       |
| -------------------- | ----------------------------- | ----------------------------- | ----------------------------- |
| Motor                | V8                            | V10                           | V10                           |
| Cilinderinhoud       | 4.163 cm³                     | 5.204 cm³                     | 5.204 cm³                     |
| Kleppen per cilinder | 4                             | 4                             | 4                             |
| Vermogen             | 420 pk / 309 kW bij 7.800 tpm | 525 pk / 386 kW bij 8.000 tpm | 550 pk / 404 kW bij 8.000 tpm |
| Koppel               | 430 Nm bij 4.500 - 6.000 tpm  | 530 Nm bij 6.500 tpm          | 540 Nm bij 6.500 tpm          |
| Gewicht              | 1.535 kg                      | 1.595 kg                      | 1.570 kg                      |
| 0–100 km/u           | 4,3 s                         | 3,6 s                         | 3,5 s                         |
| Topsnelheid          | 300 km/u                      | 314 km/u                      | 317 km/u                      |
| Verbruik             | 12,4 l/100 km (1:6,8)         | 13,1 l/100 km (1:6,8)         | 12,9 l/100 km (1:7,3)         |
| Uitstoot             | 289 g/km                      | 305 g/km                      | 299 g/km                      |

### Dieselmotor

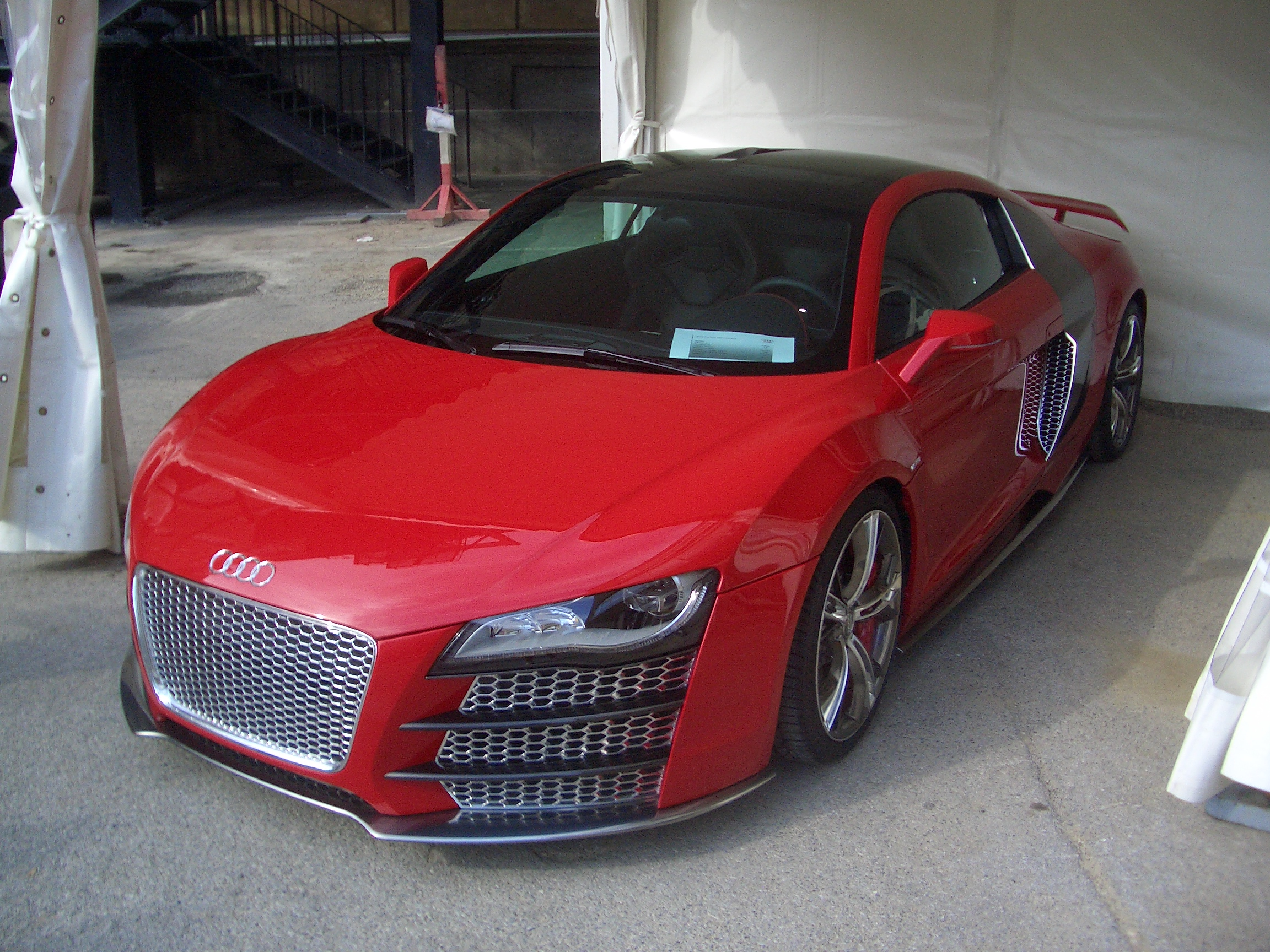
Audi R8 V12 TDI Le Mans Concept

In januari 2008 werd op de North American International Auto Show een conceptauto van de R8 getoond met dieselmotor, de Audi R8 V12 TDI Concept. Deze heeft een 6,0-liter V12 TDI-motor met een vermogen van 500 pk en een koppel van 1.000 Nm. De V12-motor is gebaseerd op die van de Audi R10 Le Mans en zal midden 2008 verkrijgbaar zijn in de Audi Q7. Met een 0–100 km/h tijd van 4,2 seconden en een topsnelheid van meer dan 300 km/h is de R8 V12 TDI zelfs sneller dan de huidige benzineversie. Dit zou dan de eerste sportwagen zijn met dieselmotor waarmee Audi een traditie zal doorbreken.
Op de Autosalon van Genève in maart stond een verder ontwikkeld exemplaar van de R8 TDI met de naam Audi R8 TDI Le Mans Concept. Hoewel dit model al bijna als productiemodel gezien kan worden is de R8 V12 TDI uiteindelijk niet in productie gegaan.

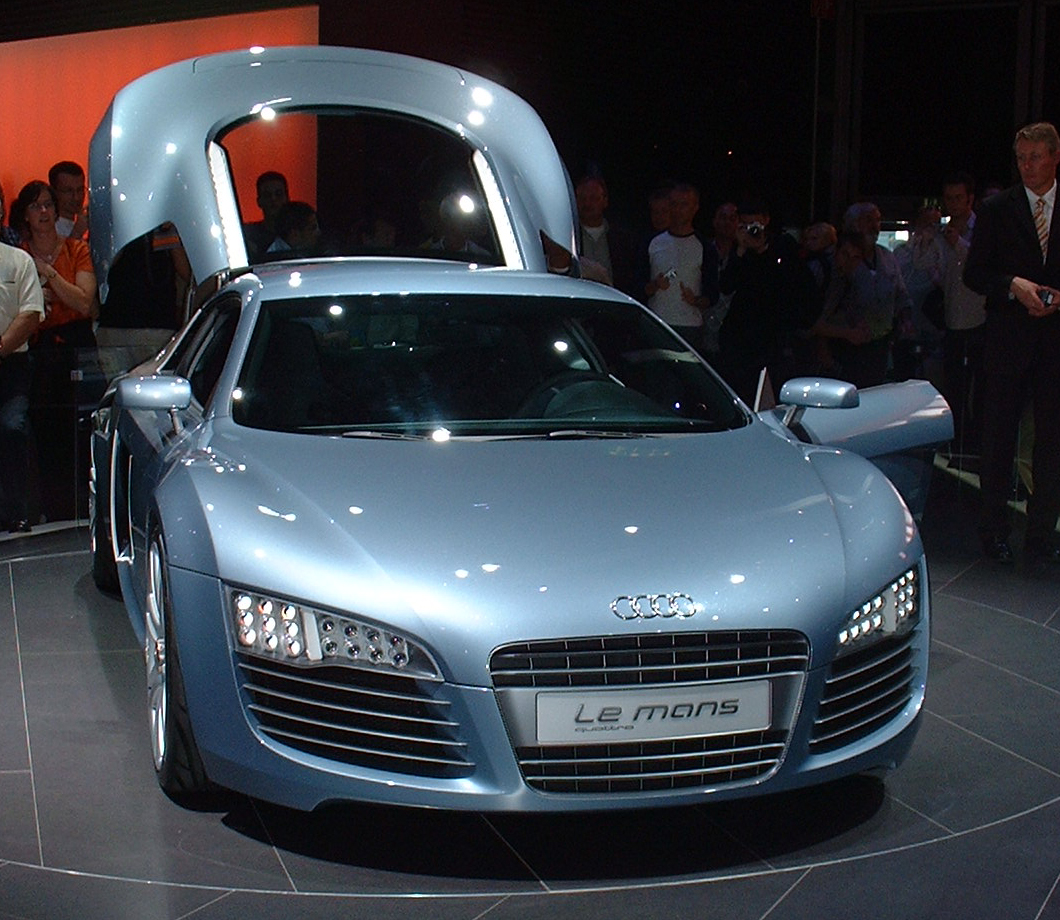
Audi Le Mans quattro studiemodel
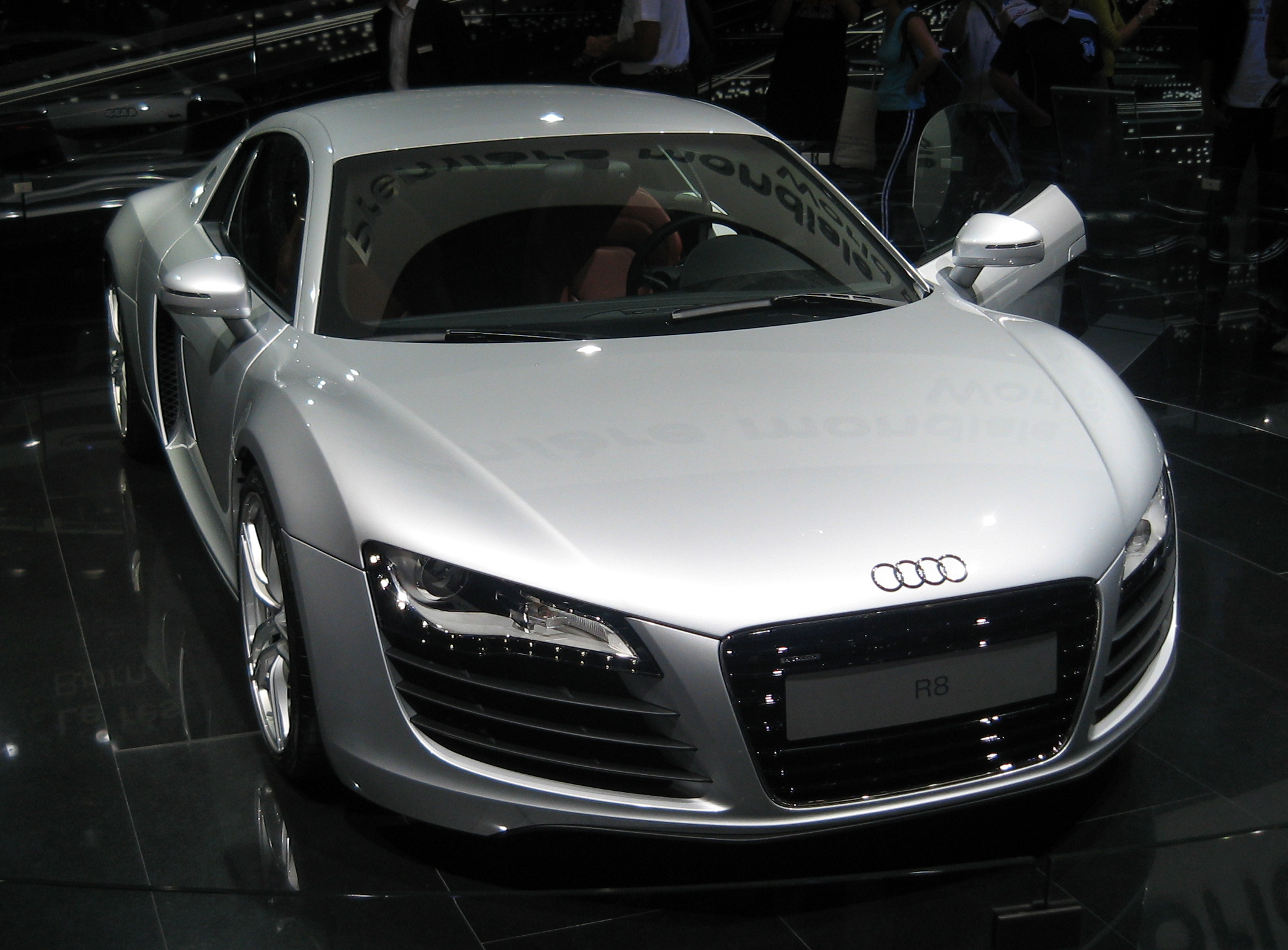
Audi R8 op de Mondial de l'Automobile 2006 in Parijs
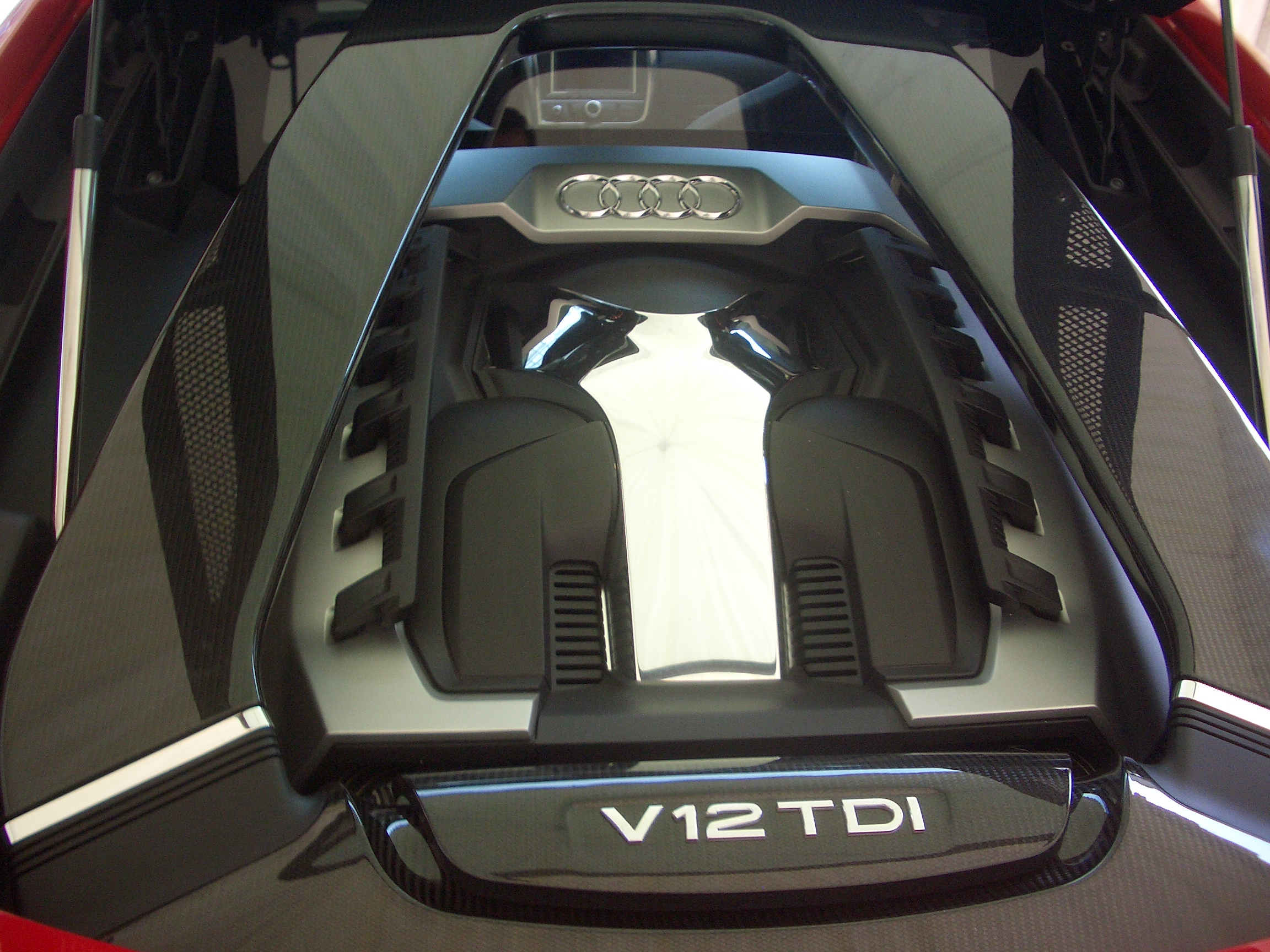
Audi R8 V12 TDI Le Mans Concept motor
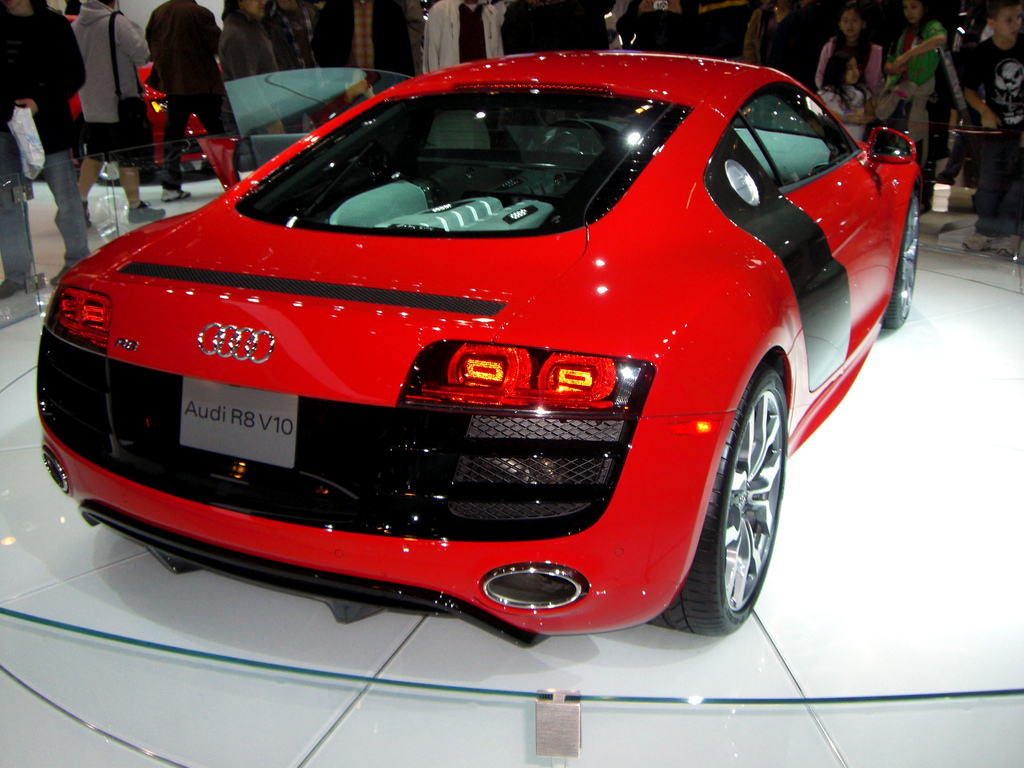
Audi R8 5.2 FSI quattro achterzijde
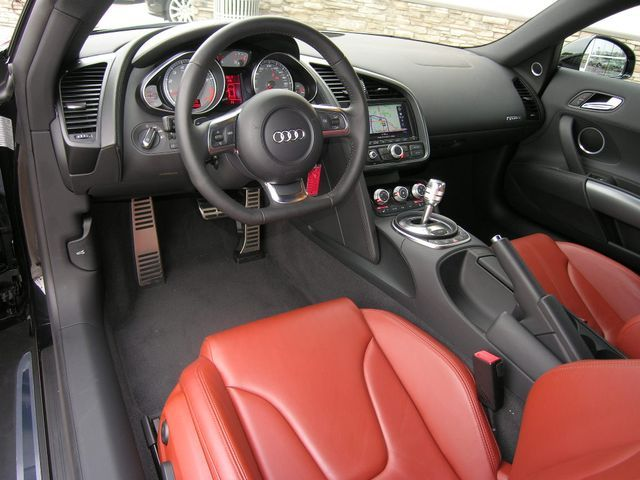
Audi R8 interieur

## Tweede generatie (2016 - 2024)

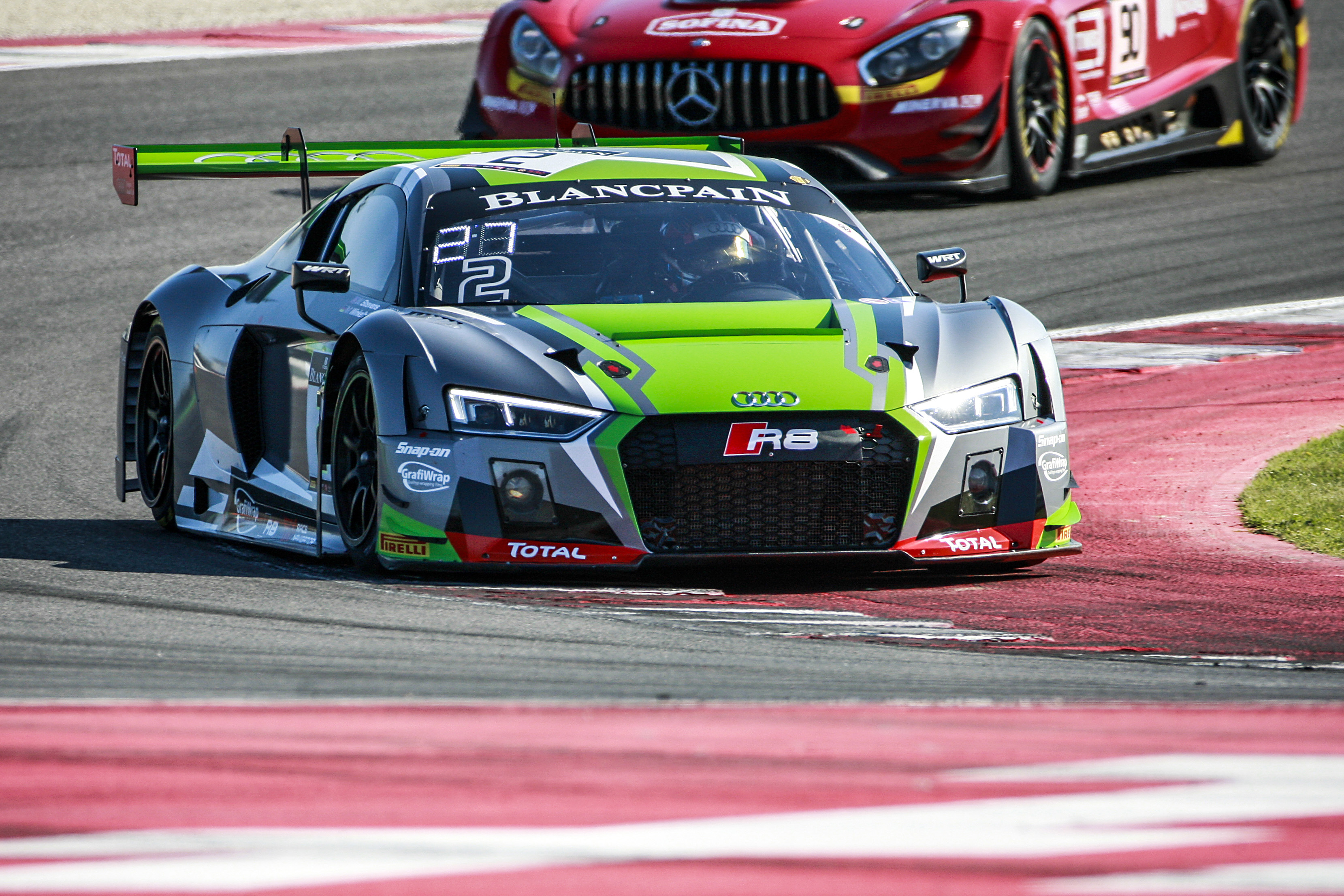
Audi R8 LMS

In februari 2012 werd de tweede generatie van de R8 voorgesteld op de Genève Motorshow. Deze keer is werd de auto direct met een V10 voorgesteld en er staat geen V8 op de planning. Een Turbo-V6 werd genoemd als goedkopere instapper. De auto wordt met quattro geleverd en de enige keuze voor de transmissie is de zeventraps S-tronic. Het exterieur werd aangescherpt, met als meest opvallende veranderingen de minder prominente rol van de sideblades, de nieuwe grille en lampen. Het interieur veranderde volledig, met een sportstuur en de Audi Virtual Cockpit in plaats van traditionele tellers. Zoals de eerste generatie zijn genen gedeeltelijk deelde met de Lamborghini Gallardo, doet de nieuwe R8 dat met de Huracán.

### R8 V10 FSI
De V10 FSI levert nu 540 pk, 15 meer dan voorheen. Het koppel steeg naar 540 Nm, terwijl het gewicht op 1570 kg bleef. Dit is genoeg om de auto in 3,5 seconden naar 100 km/u te laten accelereren, terwijl de topsnelheid 320 km/u bedraagt. Het gewicht is met 1570 kg lager dan voorheen.

### R8 V10 Plus FSI
Er is een krachtiger versie beschikbaar; de V10 Plus. Hier stijgt het vermogen met maar liefst 70 pk tot 610 pk, de krachtigste productie-Audi ooit. Ook het koppel stijgt, naar 560 Nm. Het gewicht is ook lager dan de normale R8 V10 met zijn 1530 kg. Dit alles zorgt ervoor dat de V10 Plus in 3,2 seconden naar de 100 km/u accelereert en een topsnelheid bereikt van 330 km/uur. Dit maakt het ook de snelste Audi ooit. Ook zijn er uiterlijke wijzigingen, zo heeft de V10 Plus een vaste spoiler, in tegenstelling tot de uitklapspoiler van de normale R8. Ook de velgen zijn uniek en de grille, sideblades en spiegels zijn nu in koolstofvezel-optiek. Verder heeft de Plus standaard keramische remmen, een sportuitlaat en de R8 kuipstoelen.

### R8 V10 RWS
Op de IAA Frankfurt 2017 presenteerde Audi de R8 RWS, wat staat voor Rear Wheel Series. Deze R8 breekt Audi's traditie van vierwielaandrijving en heeft louter achterwielaandrijving. De motor is dezelfde als in de normale R8, de 540 pk sterke V10. Het gewicht ligt 50 kg lager bij de Coupe en 40 kg bij de Spyder. De mindere grip zorgt ervoor dat de acceleratie nu 3,7 seconden duurt en de topsnelheid ligt op 320 km/u. Hij is gelimiteerd tot 999 stuks en te herkennen aan de rode streep, gebaseerd op de R8 LMS.

### R8 Spyder
De Audi R8 Spyder werd tijdens de New York Motorshow 2016 gepresenteerd. Hij heeft weer een stoffen dakje, die automatisch te bedienen is tot een snelheid van 50 km/uur. In 20 seconden gaat het dak open, en om dicht te gaan is dezelfde tijd nodig. Aanvankelijk was de Spyder er alleen als 540 pk sterke versie maar later werd er ook de Spyder plus gepresenteerd met 610 pk. De Spyder is met zijn 1695 kg zwaarder dan de coupé. Hierdoor is er een tiende van een seconden langer nodig voordat er 100 wordt gereden, en ligt de topsnelheid op 318 of 328 km/u.

### R8 E-tron
Ook was er een R8 E-tron voorgesteld, die op bestelling leverbaar werd. De R8 E-tron heeft dichte wielen, een sleuf in de motorkap en een aerodynamische dichte grille. Twee elektromotoren leveren samen 460 pk en 900 Nm, die allemaal naar de achterwielen gestuurd worden. De 100 km/u wordt in 3,9 seconden bereikt, de topsnelheid is (afhankelijk van de rijmodus) 210 of 250 km/uur. De luchtweerstandscoëfficiënt is maar op 0,28 en een actieradius van 450 km zou mogelijk moeten zijn. In oktober 2016 werd de stekker uit de R8 E-tron getrokken, er zijn uiteindelijk nog geen 100 van gebouwd.

### Motorsport
Ook de R8 LMS werd weer gepresenteerd, waarin de V10 nu zo'n 585 pk levert. Het leeggewicht bedraagt 1225 kg, terwijl alle kracht middels een sequentiële zesversnellingsbak naar de achterwielen wordt gestuurd. De auto heeft onder andere de 24 uur van de Nürburgring 2015 en 2017, de 24 uur van Dubai 2016, de 24 uur van Daytona 2016, de 24 uur van Spa-Francorchamps 2017 en de Blancpain GT Series Sprint Cup 2016 en 2017 gewonnen.
In 2017 kwam er de R8 LMS GT4 bij, bedoeld om uit te komen in GT4-races. Hierin levert de V10 minder vermogen en ook aerodynamisch is de GT4-racer minder.

### Gegevens
|                      | R8 5.2 FSI RWS                | R8 Spyder 5.2 FSI RWS         | R8 5.2 FSI quattro            | R8 Spyder 5.2 FSI quattro     | R8 5.2 FSI Plus quattro       | R8 Spyder 5.2 FSI Plus quattro |
| -------------------- | ----------------------------- | ----------------------------- | ----------------------------- | ----------------------------- | ----------------------------- | ------------------------------ |
| Motor                | V10                           | V10                           | V10                           | V10                           | V10                           | V10                            |
| Cilinderinhoud       | 5.204 cm³                     | 5.204 cm³                     | 5.204 cm³                     | 5.204 cm³                     | 5.204 cm³                     | 5.204 cm³                      |
| Kleppen per cilinder | 4                             | 4                             | 4                             | 4                             | 4                             | 4                              |
| Vermogen             | 540 pk / 397 kW bij 8.250 tpm | 540 pk / 397 kW bij 8.250 tpm | 540 pk / 397 kW bij 8.250 tpm | 540 pk / 397 kW bij 8.250 tpm | 610 pk / 404 kW bij 8.000 tpm | 610 pk / 404 kW bij 8.000 tpm  |
| Koppel               | 540 Nm bij 6.500 tpm          | 540 Nm bij 6.500 tpm          | 540 Nm bij 6.500 tpm          | 540 Nm bij 6.500 tpm          | 560 Nm bij 6.500 tpm          | 560 Nm bij 6.500 tpm           |
| Gewicht              | 1.565 kg                      | 1.655 kg                      | 1.570 kg                      | 1.695 kg                      | 1.530 kg                      | 1.670 kg                       |
| 0–100 km/u           | 3,7 s                         | 3,8 s                         | 3,5 s                         | 3,6 s                         | 3,2 s                         | 3,3 s                          |
| Topsnelheid          | 320 km/u                      | 318 km/u                      | 320 km/u                      | 318 km/u                      | 330 km/u                      | 328 km/u                       |
| Verbruik             | 12,4 l/100 km (1:8,1)         | 12,6 l/100 km (1:7,9)         | 11,4 l/100 km (1:8,8)         | 11,7 l/100 km (1:8,5)         | 12,3 l/100 km (1:8,1)         | 12,5 1/100 km (1:8,0)          |
| Uitstoot             | 283 g/km                      | 286 g/km                      | 272 g/km                      | 277 g/km                      | 287 g/km                      | 292 g/km                       |

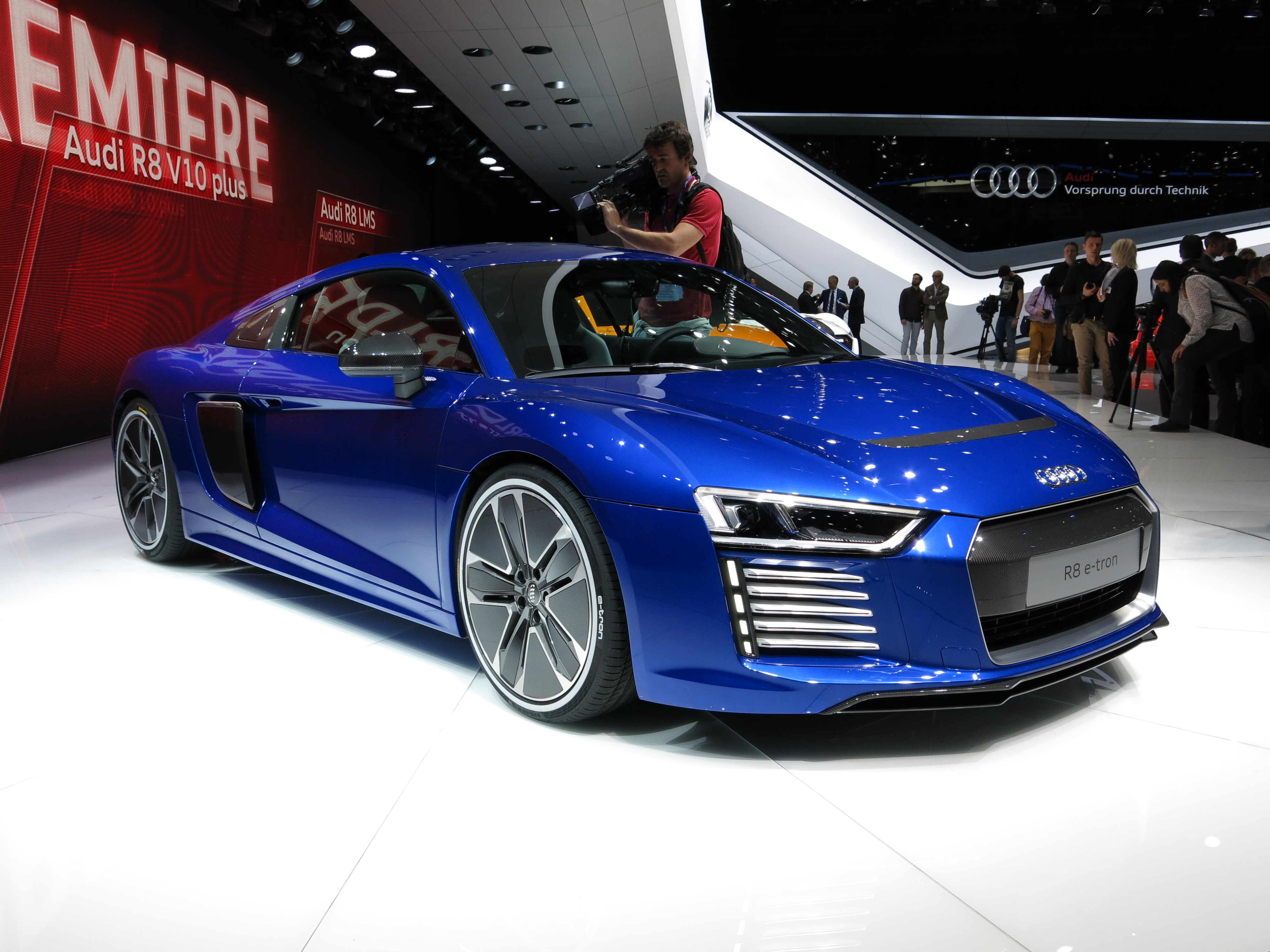
R8 e-tron
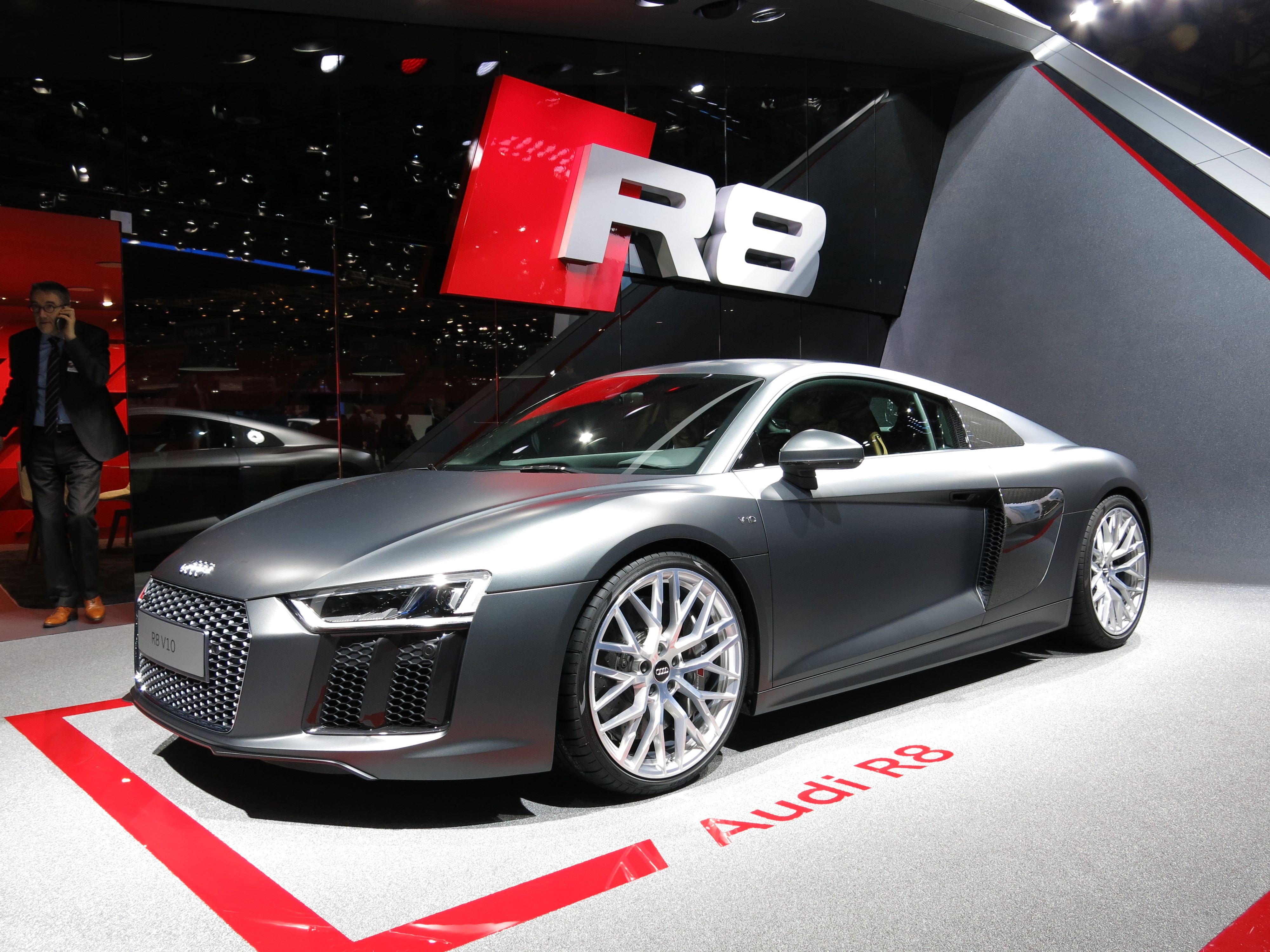
Audi R8 V10
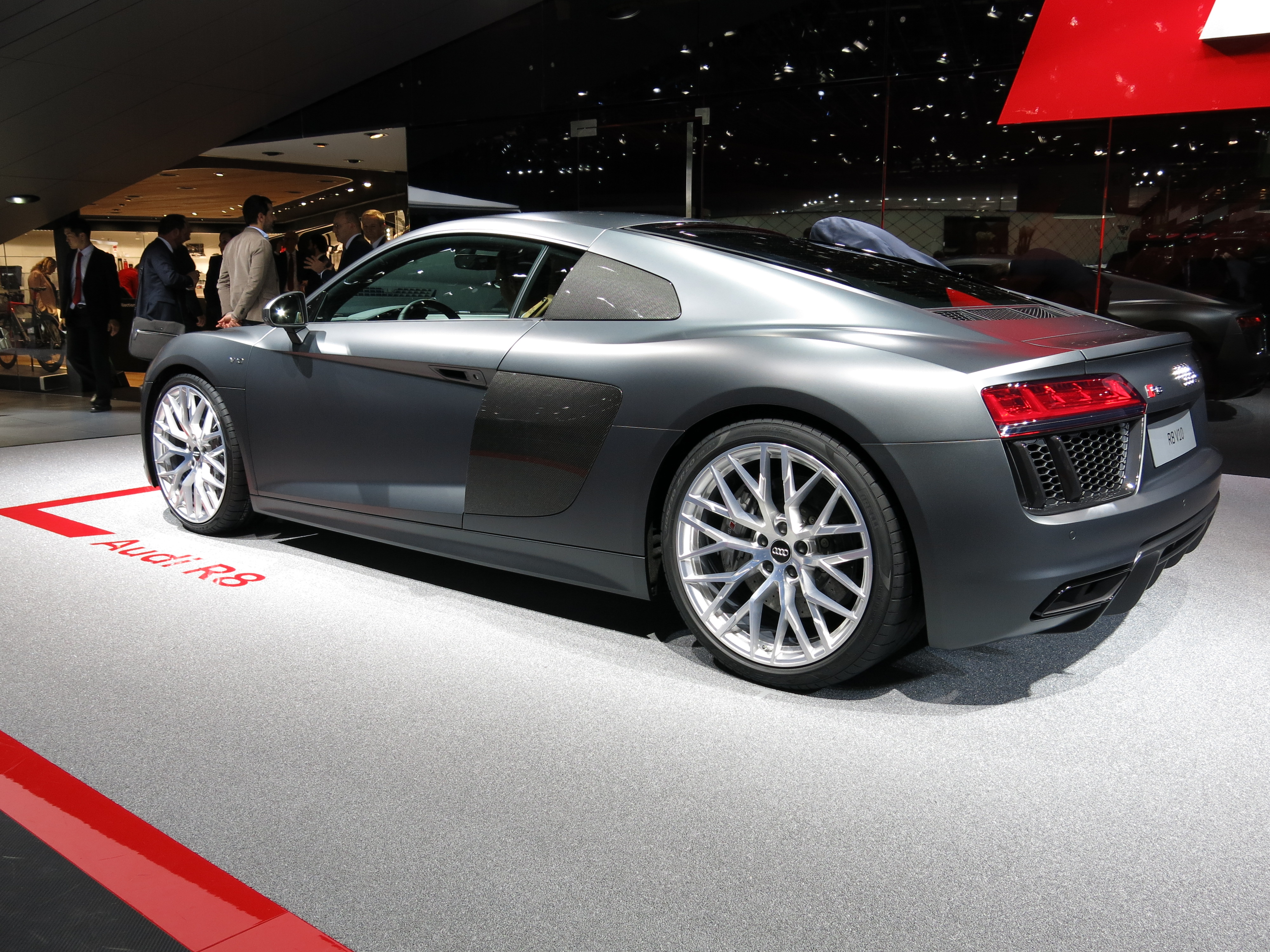
Audi R8 V10
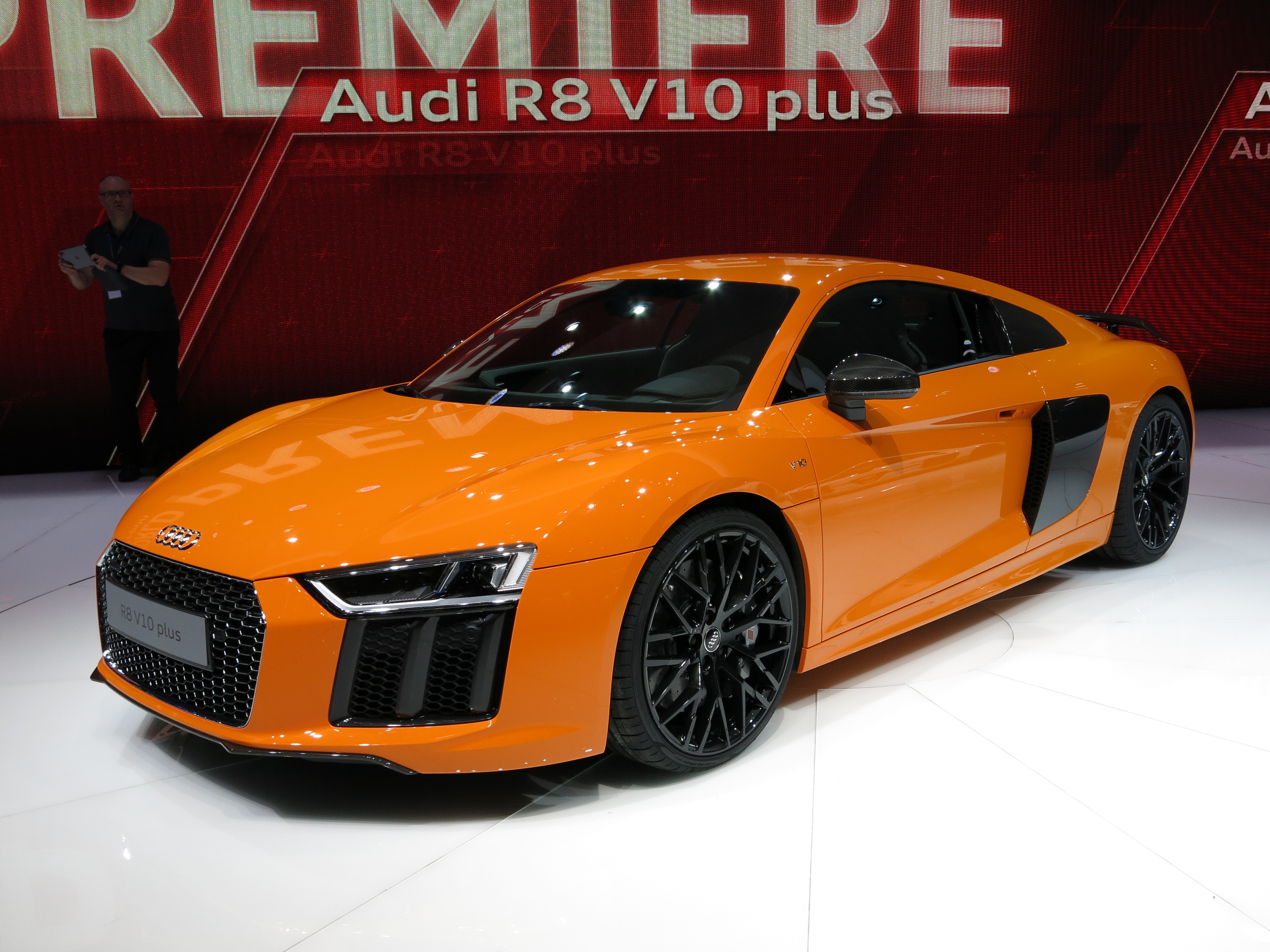
Audi R8 V10 plus
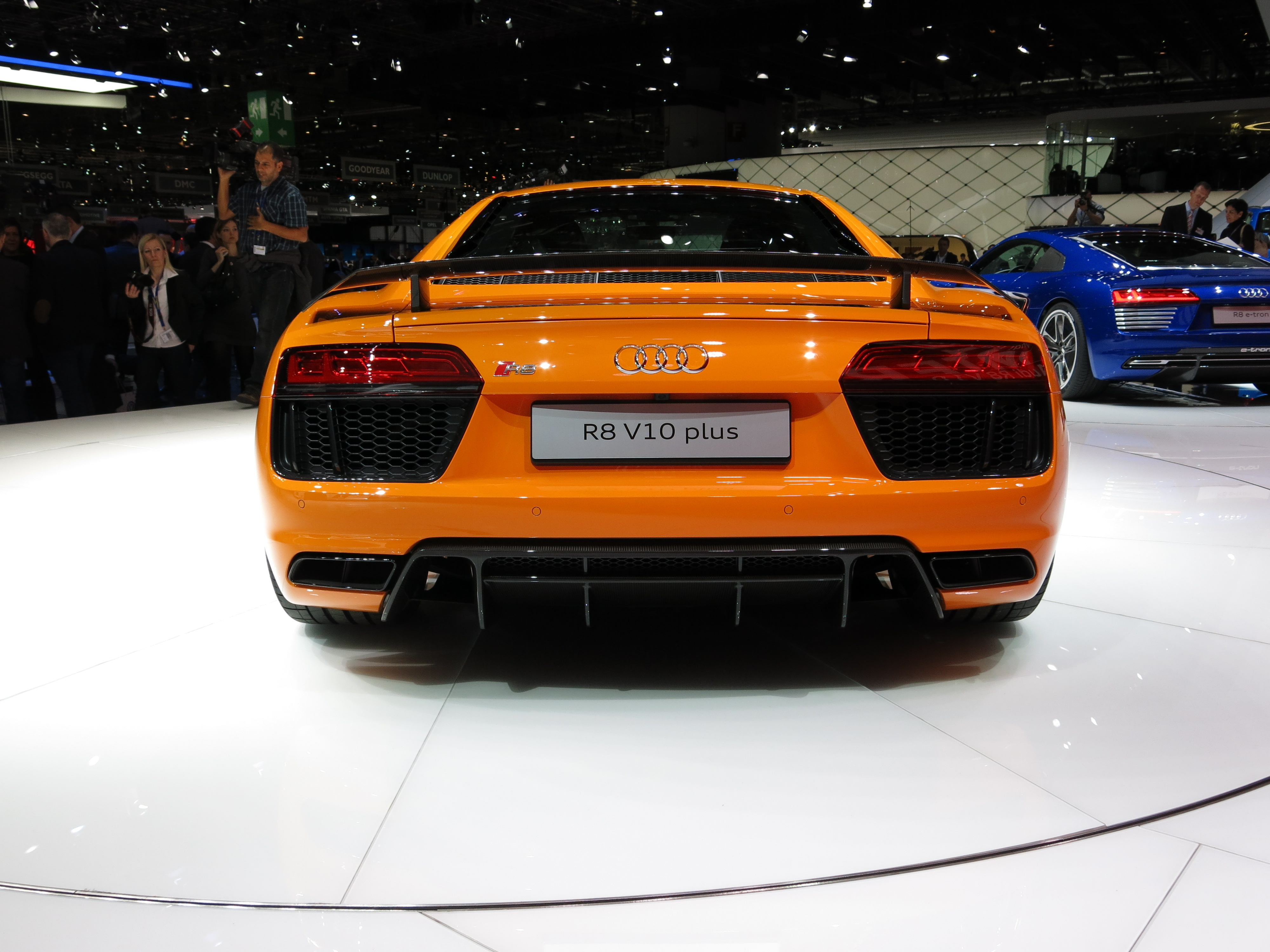
Audi R8 V10 plus achterzijde